# Besarion Guguszwili
Besarion Guguszwili (gruz. ბესარიონ გუგუშვილი; ur. w 1945 r.) – gruziński polityk i były premier Gruzji.
Guguszwili został wybrany na premiera po rezygnacji Tengiza Sigui w 1991. Guguszwili był bardzo bliskim współpracownikiem byłego prezydenta Zwiada Gamsachurdii. Brał udział w powstaniu 1993. Powstanie było nieudane i zginął w nim Zwiad Gamsachurdia. Guguszwili uciekł z kraju do Finlandii gdzie zdobył azyl i do tej pory żyje w mieście Vantaa.